# پوملسبرون
پوملسبرون (به آلمانی: Pommelsbrunn) یک شهر در آلمان است که در نورنبرگر لاند واقع شده‌است.